# Haim
Haim (произносится /ˈhaɪɪm/ — Ха́йим, Ха́им — 
мужское имя и образованная от него фамилия, дословно означающие: ивр. חיים‎ — жизнь) — американская рок-группа из Лос-Анджелеса, Калифорния. В её состав входят три сестры Хаим: Эсти, Даниэль и Алана — а также Дэш Хаттон, бывший участник лос-анджелесских групп Wires on Fire и Slang Chicken.
Звучание этой группы сравнивают с Fleetwood Mac, их жанр описывают как «встречу ню-фолка и R’n’B девяностых» и называют «музыкой, которая звучит так, будто она написана на берегу озера Стиви Никс, Джоном Вейтом и En Vogue». В 2012 году группа выпустила свой первый мини-альбом Forever, а в сентябре 2013-го вышел дебютный альбом группы Days Are Gone. В 2013 году группа выиграла в опросе Би-би-си Sound of 2013, сыграла на фестивале Гластонбери, а также подписала договор с лейблом Roc Nation, основанным рэпером Jay-Z.
Голливудский режиссер Пол Томас Андерсон снял ряд видеоклипов для Haim, включая четыре клипа из их последнего альбома Women In Music Pt. III. Он также снял короткометражный фильм с их живым выступлением в 2017 году под названием Valentine. Алана Хаим исполнила главную роль в фильме Андерсона «Лакричная пицца» (2021).

## Карьера
Три сестры, Эсти Ариэль Хаим (род. 14 марта 1986 года), Даниэль Сари Хаим (род. 16 февраля 1989 года) и Алана Михаль Хаим (род. 15 декабря 1991 года), родились и выросли в долине Сан-Фернандо, Калифорния, США в еврейской семье. Их израильский отец Мордехай «Моти» Хаим и американская мать Донна Хаим были музыкальными людьми; хотя Моти был профессиональным футболистом в Израиле, он также играл на барабанах, а Донна выиграла конкурс на «Гонг-шоу» в 1970-х годах, исполнив песню Бонни Рэйтт. Еврейская семья их отца по материнской линии родом из Болгарии. Хотя Даниэль в юном возрасте проявила способности к гитаре, Моти решил, что Эсте больше подойдет бас, и купил ей подержанный Fender за 50 долларов. Сестёр поощряли слушать классический рок и американу 1970-х годов, записанные их родителями, и в детстве семья создала группу под названием Rockinhaim для исполнения кавер-версий на местных благотворительных ярмарках, с Моти на барабанах и Донной на гитаре. В 2000 году группа дала свой первый рок-концерт в лос-анджелесском Canter’s Deli. Они играли типичный материал свадебных групп, включая «Get Back» The Beatles, «You May Be Right» Билли Джоэла и «Brown Eyed Girl» Вана Моррисона, но выступали только на бесплатных общественных и благотворительных концертах в церквях, школах и больницах.
В 2004 году Даниэль и Эсти были приглашены в Valli Girls, женскую поп-рок группу, имевшей контракт с Columbia Records. Они записали несколько разовых песен, а позже появились на саундтреке к фильму 2005 года «Джинсы-талисман». Группа выступила на церемонии вручения премии Nickelodeon Kids' Choice Awards 2005 года, а их песня «Valli Nation» была включена в сопутствующий саундтрек. Вскоре после этого Даниэль и Эсти покинули группу.

## Дискография

### Студийные альбомы
| Год  | Альбом                                                                         |
| ---- | ------------------------------------------------------------------------------ |
| 2013 | Days Are Gone - Дата выхода: 30 сентября - Лейбл: Domino - Форматы: CD, LP, ЦД |
| 2017 | Something to Tell You - Дата выхода: 7 июля - Лейбл: Columbia; Polydor         |
| 2020 | Women in Music Pt. III - Дата выхода: 26 июня - Лейбл: Columbia; Polydor       |
| 2025 | I Quit - Дата выхода: 20 июня - Лейбл: Columbia; Polydor                       |

### Мини-альбомы
| Год  | Альбом                                                                              |
| ---- | ----------------------------------------------------------------------------------- |
| 2012 | Forever - Дата выхода: 2 июля - Лейбл: National Anthem - Форматы: 10"               |
| 2012 | iTunes Festival: London 2012 - Дата выхода: 2 ноября - Лейбл: Polydor - Форматы: ЦД |

### Синглы
| Год                                           | Сингл           | Высшие позиции в чартах | Высшие позиции в чартах | Высшие позиции в чартах | Высшие позиции в чартах | Высшие позиции в чартах | Альбом        |
| Год                                           | Сингл           | GB                      | AU                      | BE                      | FR                      | IE                      | Альбом        |
| --------------------------------------------- | --------------- | ----------------------- | ----------------------- | ----------------------- | ----------------------- | ----------------------- | ------------- |
| 2012                                          | «Forever»       | 75                      | —                       | 27/44                   | 148                     | —                       | Days Are Gone |
| 2012                                          | «Don't Save Me» | 32                      | 66                      | 28/—                    | —                       | 70                      | Days Are Gone |
| 2013                                          | «Falling»       | 30                      | 86                      | 20/—                    | —                       | —                       | Days Are Gone |
| 2013                                          | «The Wire»      | —                       | —                       | —                       | —                       | —                       | Days Are Gone |
| Знак «—» означает, что сингл не попал в чарт. |                 |                         |                         |                         |                         |                         |               |

### Прочие появления
| Год  | Альбом                               | Комментарий                                                              |
| ---- | ------------------------------------ | ------------------------------------------------------------------------ |
| 2013 | Indicud                              | Студийный альбом Кида Кади; совместно исполняют песню «Red Eye».         |
| 2014 | The Hunger Games: Mockingjay, Part 1 | Совместно со Stromae, Lorde, Pusha T и Q-Tip исполняют песню «Meltdown». |

## Видеоклипы
| Год  | Песня                         | Режиссёр       |
| ---- | ----------------------------- | -------------- |
| 2012 | «Forever»                     | Остин Питерс   |
| 2012 | «Don’t Save Me»               | Остин Питерс   |
| 2013 | «Falling»                     | Табита Денхолм |
| 2013 | «The Wire»                    | Джонатан Лия   |
| 2014 | «If I Could Change Your Mind» | Уоррен Фу      |
| 2014 | «My Song 5»                   | Дуган О’Нил    |

## Награды и номинации
| Год  | Номинатор | Категория          | Результат | П      |
| ---- | --------- | ------------------ | --------- | ------ |
| 2012 | MTV       | Brand New For 2013 | Номинация | [ 27 ] |
| 2012 | Би-би-си  | Sound of 2013      | Победа    | [ 7 ]  |

## Комментарии
1. ↑  Согласно самим участницам группы, приблизительное английское произношение исходного древнееврейского слова, означающего «жизнь», — «high-im».[2]